# Nectar (singolo)
Nectar (Nectar?) è il sedicesimo singolo della rock band visual kei giapponese Vidoll. È stato pubblicato il 2 agosto 2006 dalla label indie UNDER CODE PRODUCTION.
Il disco è stato stampato in due versioni in confezione jewel case con copertine variate ed in allegato un DVD, contenente ognuno un videoclip differente delle due canzoni presenti su SinAI ~Migite no cutter to hidarite no drug to kusuriyubi no fukai ai to~, il precedente singolo dei Vidoll; allo stesso modo, il videoclip per la b-side di questo singolo sarà presente sull'album successivo della band V.I.D ~Very Important Doll~, mentre la title track non ha goduto di alcun video promozionale. Un DVD contenente i making of dei due videoclip sarà poi distribuito gratuitamente durante un concerto il 25 novembre 2006.

## Tracce
Dopo il titolo è indicata fra parentesi "()" la grafia originale del titolo.
1. Nectar (Nectar?) - 4:30 (Jui)
2. Orihime (織姫?) - 4:08 (Jui - Rame)

### DVD A
- SinAI ~Migite no cutter to hidarite no drug to kusuriyubi no fukai ai to~ (SinAI〜右手のカッターと左手のドラッグと薬指の深い愛と〜?); videoclip

### DVD B
- Gothikaroid (ゴシカロイド?); videoclip

## Altre presenze
- Nectar:
  - 22/11/2006 - V.I.D ~Very Important Doll~

## Formazione
- Jui - voce
- Shun - chitarra
- Giru - chitarra
- Rame - basso
- Tero - batteria, pianoforte